# Blaine Howard
Blaine howard tên thật là Blaine Taylor Howard  sinh ngày 25 tháng 5 năm 1990.Anh là Diễn viên, nhà sản xuất Âm nhạc,Điện ảnh và chương trình truyền hình tài ba tại Hollywood mặc dù tuồi còn khá trẻ.Anh là 1 ngôi sao khá mới mẻ của làng giải trí Hollywood.Blaine làm việc cho hãng Âm nhạc Interscope được sự dìu dắt của Jimmy Lovine chủ tịch của hãng.Anh đã từng sản xuất các Music video đặc sắc nhất cho các Nghệ sĩ quốc tế như Mariah carey, Jojo, Pussycat Dolls, Ciara,Lady Gaga và các nghệ danh nổi bật khác

## Tiểu sử
Blaine sinh ra tại Santa monica thành phố Los Angeles,bang California.Blaine mang trong người 4 dòng máu
Armenia, Đức,Hàn và trung hoa.Từ khi lên 3 chỉ số IQ của Blaine vượt bậc hơn những đứa trẻ khác cùng độ tuổi và biết đọc khi mới lên 3 tuổi, lên 5,cảm thấy hứng thú với diễn xuất mẹ anh đã đăng ký cho anh 1 lớp diễn xuất thiếu nhi ở trường năng khiếu thiếu nhi Santa monica,từ đó năng khiếu diễn xuất của anh ngày một phát triển. Năm 15 tuổi anh tham gia cuộc thi American genius teen cuộc thi tổ chức để tìm kiếm nhân tài tuổi Teen ở mọi chuyên môn và giành giải nhất quán quân thiên tài Hoá học toàn nước Mĩ.Anh được xếp hạng trong top ten nhân tài trẻ tuổi nước mĩ

## Sự nghiệp diễn xuất
Sự nghiệp diễn xuất của Blaine bắt đấu khi mới lên 5.Được nhận lời mới từ đạo diễn Steven spialberg cho loạt phim Truyền hình hài dài tập Mac & jane đóng vai 1 cậu bé tinh nghịch.Blaine đi sâu vào diễn xuất hơn vào năm 17 tuổi xuất hiện trong phim series hài dài tập Enormous mistake (2005), Devil ladies (2008) lúc 20 tuổi

## Sự nghiệp sản xuất Âm nhạc và Truyền hình
Jimmy lovine chủ tịch hãng Âm nhạc Interscope phát hiện tài năng của Blaine vào năm 2007 khi anh vừa tròn 19 tuổi,và thuê anh làm chỉ đạo sản xuất cho ông,video music mà anh bắt tay làm đầu tiên khi mới bước vào nghề là làm cho nhóm nhạc nữ pussycat dolls qua video Button đã mang thành công vang dội cho nhóm. Sau thành công đó Blaine lại mang đến cho các nghệ sĩ quốc tế khác những ý tưởng độc đáo hơn và trở thành big hits mọi thời đại.Ngoài sản xuất Âm nhạc ra anh còn cuốn hút vào sản xuất chương trình truyền hình như các show chương trình Reality show real world,top dancers, pranked',be ordinary
' Các Thành Tựu Đạt Được'
| Năm  | Hạng mục                           | Đoạt giải thưởng        |
| ---- | ---------------------------------- | ----------------------- |
| 2006 | people's choice                    | young actor of the year |
| 2007 | hollywood short movie award        | best derector           |
| 2008 | american angels                    | best smile of the year  |
| 2008 | Teen Vogue Young Hollywood Awards, | cuttest male model      |
| 2009 | academy's award                    | new generation producer |
| 2009 | Radar PYT                          | breakthrough editor     |

## Cuộc sống
Blaine Là 1 người giàu ý tưởng,anh thường tận dụng những ngày nghỉ trong năm để giúp đỡ người vô gia cư,anh còn thành lập 1 trung tâm nuôi dưỡng và chăm sóc các bệnh nhân tật nguyền miễn phí,quỹ hỗ trợ trẻ em Châu Phi
http://www.linkedin.com/pub/dir/Blaine/Howard